# Harald III. Norský
Harald III. Sigurdsson (1015 Norsko – 25. září 1066 Stamford Bridge, Anglie), později znám jako Harald Hardråda, staroseversky Harald Harðráði, což lze zhruba přeložit jako Harald „přísný“ či „tvrdý vládce“, v české literatuře se nejčastěji objevuje Harald „Krutý“. Harald III. Sigurdsson byl norský král od roku 1046 do své smrti roku 1066. Mnoho podrobností o jeho životě bylo zaznamenáno v sáze Heimskringla.

## Život
Narodil se roku 1015. Jeho otcem byl Sigurd Syr (v ságách tradičně považovaný za jednoho ze vzdálených potomků prvního norského krále Haralda Krásnovlasého, i když takový Sigurdův původ mnoho moderních historiků považuje za z velké části vymyšlený) a matkou Åsta Gudbrandsdatter. Harald byl nejmladším ze tří nevlastních bratrů Olafa II., s nímž měl společnou matku. Olaf byl zabit roku 1030 v bitvě u Stiklestadu, při snaze získat zpět království na Knutu I. Velikém. Harald byl v téže bitvě zraněn, poté opustil Norsko a s družinou válečníků se dostal na Rus, kde sloužil ve vojsku tamního kyjevského vládce Jaroslava I.

## V byzantské říši
Několik let poté, co přišel Harald na Rus, zamířil se svými lidmi do Konstantinopole, srdce byzantské říše, kde se dal do služeb císařovny Zoe. V tu dobu byla byzantské říše nejbohatší říší středověké Evropy a Blízkého východu.
Harald se snažil dostat do elitní jednotky žoldnéřů, známé jako „varjažská garda“, což se mu podařilo. Netrvalo dlouho a získal si respekt na bitevním poli. Stal se velitelem části císařských vojsk, která pod jeho velením vítězila v bitvách v Severní Africe, Sýrii, Balkáně a Sicílii. Díky vynalézavosti byl schopen se svými muži obléhat a dobýt velký počet hradů. Do současnosti dochované záznamy hovoří o taktice spočívající v připevňování hořící pryskyřice na ptáky, jejichž pomocí byly zapalovány jimi obléhané hrady, hovoří o předstírání, zdráhání a nepřipravenosti k boji do nejvhodnější chvíle. V těchto vítězstvích Harald nabyl velké jmění.

## Návrat do Norska
S využitím bohatství, které nabyl během služby v byzantské říši, se Harald roku 1045 vrátil do Norska. Vzal s sebou velkou družinu mužů, kteří s ním sloužili, a nárokoval si trůn. V té době již v Norsku vládl jeho synovec Magnus I. Dobrý, syn Olafa II. Magnus se vrátil po smrti Knuta I. Velikého roku 1035 z Rusi a usedl na trůn. Rovněž se po smrti Hardiknuta ujal vlády nad Dánskem.
Magnusovo postavení oslabovaly boje o dánskou korunu, které vedl se Svenem Estridsenem. Nemohl proto odmítnout nárok Haralda na trůn, a tak se stali na čas spoluvládci, což nebylo v norských poměrech nic neobvyklého. Už v roce 1047 však Magnus I. umírá. Okolnosti jeho smrti nejsou zcela vyjasněné, ale Haralda z jeho smrti obviňují jen domněnky a spekulace. Harald se stal jediným vládcem Norska. Po dlouhých bojích se Svenem Estredsenem se nakonec vzdal nároků na Dánsko.

## Vpád do Anglie

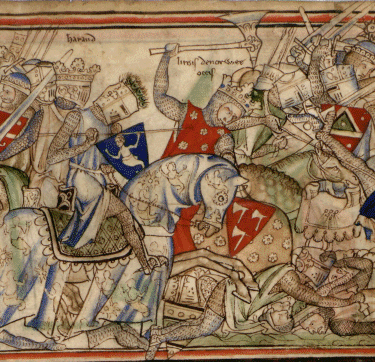
Harald Hardråda v bitvě u Stamford Bridge, (středověká miniatura)

Roku 1066 vpadl Harald s vojskem do Anglie, v touze dobýt anglický trůn. Vylodil se s 5000 muži a 300 veslicemi v severní Anglii a 20. září se střetl s prvními nepřátelskými vojsky hrabat Edwina z Mercie a Morcara z Northumbrie v bitvě u Fulfordu, asi dvě míle na jih od Yorku.
Naneštěstí pro Haralda se vojska krále Harolda II. Godwinsona rychle přesunula ke Stamford Bridge a překvapila více méně nepřipravené vojsko krále Haralda.
| „              | Po smrti svatého anglického krále Eduarda, když knížata zápasila o království, zmocnil se žezla zločinný Harold, kdysi vévoda Anglů. Vládu se mu snažil vyrvat jeho bratr jménem Tosti a pozval na pomoc norského krále Haralda a irského krále. Anglický král zabil Tostiho, irského krále i Haralda a celé jejich vojsko... | “ |
| — Adam Brémský | |   |

Dohady, že byl Harald poražen, neboť se domníval, že se Harold II. Godwinson po bitvě u Fulfordu vzdá, se patrně nezakládají na pravdě. Vojsko bylo poraženo a zpět do Norska se vracelo ze 300 veslic pouhých 30. Nedlouho po bitvě u Stamford Bridge byl Harold II. Godwinson poražen normanským vévodou Vilémem Dobyvatelem v bitvě u Hastingsu.

## Manželství a potomci
Harald Hardrada byl dvakrát ženatý. Jeho první manželkou byla dcera kyjevského knížete Jaroslava I. Alžběta Kyjevská, s níž měl dcery Ingegerdu a Marii. Ingegerda byla provdaná za dánského krále Olafa I. a rovněž za švédského krále Filipa Halstena. Marie dle ságy Heimskringla zemřela náhle ve stejný den, kdy padl její otec.
Se svou druhou ženou Thorou Thorbergsdatter, kterou si vzal ještě za života své první manželky, měl Harald syny Magnuse a Olafa. Oba se po jeho smrti stali norskými králi.

## Odraz v kultuře
Postava Haralda Krutého inspirovala Poula Andersona v knihách trilogie Poslední viking – Zlatý roh, Cesta mořského koně, Ve znamení krkavce.
Jako jedna z hlavních postav vystupuje také v seriálu Vikingové: Valhalla (2022-2024), a to zejména ve 3. řadě.